# Xenophyrama purpureum
Xenophyrama purpureum är en skalbaggsart som beskrevs av Bates 1884. Xenophyrama purpureum ingår i släktet Xenophyrama och familjen långhorningar. Inga underarter finns listade i Catalogue of Life.